# AGO S.I
L'AGO S.I era un monomotore biplano da attacco al suolo sviluppato dall'allora azienda tedesco imperiale AGO Flugzeugwerke GmbH nei tardi anni dieci del XX secolo e rimasto allo stadio di prototipo.
Destinato ad equipaggiare i reparti della Luftstreitkräfte, la componente aerea del Deutsches Heer (l'esercito imperiale tedesco), rimase bloccato alle prime fasi di sviluppo per il termine della prima guerra mondiale. Realizzato in almeno due esemplari non è certo se sia stato mai portato in volo prima della fine del conflitto.

## Storia del progetto

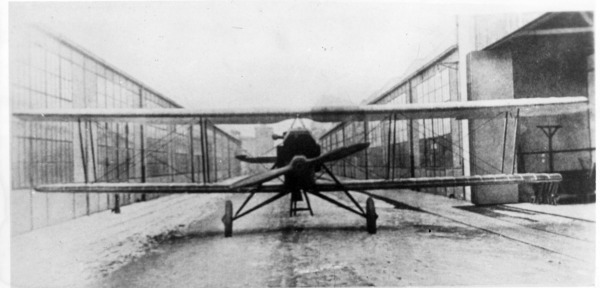
Il prototipo dell'AGO S.I visto di fronte.

Sulla base dell'esperienza acquisita durante la Battaglia di Verdun, dove la Luftstreitkräfte fu massicciamente impegnata come supporto alle truppe di terra nello scontro con i francesi dal febbraio 1916, l'Idflieg emanò una specifica per una nuova classe di velivolo, uno sviluppo dei velivoli da ricognizione biposto identificata come C-Typ, ma destinata a compiti di cooperazione con le truppe di terra. I nuovi velivoli, che assunsero la designazione di J-Typ, dovendo operare a bassa quota contro obiettivi nemici, erano soggetti al fuoco nemico proveniente da armamenti di piccolo calibro; i velivoli dovevano essere equipaggiati con una pesante corazzatura per prevenire danni agli organi principali, come il gruppo motoelica, ed ai membri dell'equipaggio. Inoltre era disposto fossero caratterizzati dalla velatura biplana per consentire un'adeguata manovrabilità in condizioni operative.
Gli esiti della Battaglia di Cambrai, disputata tra il 20 novembre ed il 3 dicembre 1917, segnarono un'importante tappa nella tattica nella guerra moderna dove l'impiego del carro armato fu fondamentale per la vittoria del British Expeditionary Force, dimostrando che linea Hindenburg non era inespugnabile. Di conseguenza i vertici militari del Deutsches Heer iniziarono a valutare delle contromisure e l'Idflieg, che era responsabile della gestione della componente aerea, espresse la volontà di valutare proposte di ulteriore sviluppo del concetto che diede origine ai J-Typ da parte delle aziende aeronautiche nazionali.
Per cercare di soddisfare questa esigenza la AGO Flugzeugwerke avviò lo sviluppo di un nuovo modello monoposto espressamente concepito per attaccare dall'alto i carri armati nemici, caratterizzato dall'armamento più pesante ottenuto abbinando le due consuete mitragliatrici LMG 08/15 Spandau calibro 7,92 mm, equipaggiamento tipico dei caccia, ad un cannoncino automatico Becker Type M2 calibro 20 mm rivolto con la bocca da fuoco verso il basso.

## Utilizzatori
Germania
- Luftstreitkräfte (previsto)